# Scott Tinley
Scott Tinley (Santa Monica, 25 oktober 1956) is een Amerikaans voormalig professioneel triatleet. Hij won verschillende Ironman-wedstrijden, waaronder Ironman Hawaï (2x), Ironman New Zealand (2x) en Ironman Canada (1x).
Tinley begon in 1976 hij met triatlons, terwijl hij studeerde in San Diego en zeilinstructuur was. In 1983 besloot hij om professioneel triatleet te worden. In zijn loopbaan heeft meer dan 400 triatlons gedaan, waarvan hij er honderd won.
Na zijn actieve loopbaan werd Tinley leraar op een sportacademie en schrijver. 

## Titels
- Wereldkampioen triatlon op de Ironman-afstand - 1982 (feb), 1985

## Palmares

### triatlon
- 1981:  Ironman Hawaï - 10:12.47
- 1982:  Ironman Hawaï (feb) - 9:19.41
- 1982:  Ironman Hawaï (okt) - 9:28.28
- 1983:  Ironman Hawaï - 9:06.30
- 1984:  Ironman Hawaï - 9:18.45
- 1985:  Ironman Hawaï - 8:50.54
- 1986:  Ironman New Zealand - 07:33.17 (??)
- 1986:  Ironman Hawaï - 9:00.37
- 1987: 6e Ironman Hawaï - 9:08.37
- 1988:  Ironman New Zealand
- 1988: 4e Ironman Hawaï - 8:43.11
- 1989: 6e Ironman Hawaï - 8:36.00
- 1990:  Ironman New Zealand
- 1990:  Ironman Hawaï - 8:37.40
- 1991: 6e Ironman Hawaï - 8:43.06
- 1992:  Ironman Canada - 8:27.45
- 1992: 13e Ironman Hawaï - 8:42.39
- 1993: 22e Ironman Hawaï - 8:48.08
- 1994: 97e Ironman Hawaï - 9:41.04
- 1996: 33e Ironman Hawaï - 9:04.26
- 1997: 34e Ironman Hawaï - 9:17.42
- 1998: 87e Ironman Hawaï - 9:42.06
- 1999: 565e Ironman Hawaï - 10:37.00

## Boek
- Things To Be Survived, Scott Tinley, 2007, Habitus Books, 194 bladzijden, ISBN 978-1427607942

1978 Gordon Haller ·
1979 Tom Warren ·
1980 Dave Scott ·
1981 John Howard ·
1982 (feb.) Scott Tinley ·
1982 (okt.) Dave Scott ·
1983 Dave Scott ·
1984 Dave Scott ·
1985 Scott Tinley ·
1986 Dave Scott ·
1987 Dave Scott ·
1988 Scott Molina ·
1989 Mark Allen ·
1990 Mark Allen ·
1991 Mark Allen ·
1992 Mark Allen ·
1993 Mark Allen ·
1994 Greg Welch ·
1995 Mark Allen ·
1996 Luc Van Lierde ·
1997 Thomas Hellriegel ·
1998 Peter Reid ·
1999 Luc Van Lierde ·
2000 Peter Reid ·
2001 Tim DeBoom ·
2002 Tim DeBoom ·
2003 Peter Reid ·
2004 Normann Stadler ·
2005 Faris Al-Sultan ·
2006 Normann Stadler ·
2007 Chris McCormack ·
2008 Craig Alexander ·
2009 Craig Alexander ·
2010 Chris McCormack ·
2011 Craig Alexander ·
2012 Sebastian Kienle ·
2013 Frederik Van Lierde ·
2014 Pete Jacobs ·
2015 Jan Frodeno ·
2016 Jan Frodeno ·
2017 Patrick Lange ·
2018 Patrick Lange ·
2019 Jan Frodeno